# آنجلو پینا
آنجلو پینا (انگلیسی: Angelo Paina؛ زادهٔ ۱۹ آوریل ۱۹۴۹) بازیکن فوتبال اهل ایتالیا است.
از باشگاه‌هایی که در آن بازی کرده‌است می‌توان به باشگاه فوتبال پادوا، باشگاه فوتبال تریستیانا، باشگاه فوتبال آتالانتا، باشگاه فوتبال آ.ث. میلان، و باشگاه فوتبال اسپال اشاره کرد.